# Genevieve Cortese
Genevieve Nicole Padalecki (San Francisco, California, 8 de janeiro de 1981) é uma atriz norte-americana. Ganhou fama pela sua atuação na série Wildfire, onde interpretou a jovem "Kris Furillo".
Se formou em artes dramáticas pela Escola de Artes da Universidade de Nova Iorque. Ela protagonizou o drama familiar Wildfire de 2005 a 2008,  . Ela também já participou das séries The Dead Zone e Supernatural, como demônio Ruby. Em 2013 ganhou o prêmio de melhor atriz, no festival de filmes independentes, pela interpretação de Verônica no filme Hated.
Atualmente é casada com o ator Jared Padalecki, que conheceu na Série Supernatural e com quem tem três  filhos Thomas Colton Padalecki, que nasceu no dia 19 de março de 2012, Austin Shepherd Padalecki, nascido dia 22 de dezembro de 2013 e Odette Elliott Padalecki, nascida em 17 de março de 2017.

## Filmografia
| Filmes             | Filmes                          | Filmes                         | Filmes        |
| Ano                | Título Original                 | Título (Brasil)                | Papel         |
| ------------------ | ------------------------------- | ------------------------------ | ------------- |
| 2004               | Mojave                          | Mojave                         | Amber         |
| 2005               | Unraveled                       | Unraveled                      |               |
| 2005               | Kids in America                 | Kids in America                | Ashley Harris |
| 2006               | Bickford Shmeckler's Cool Ideas | Ideias Geniais Nerds Nem Tanto | Garota Pênis  |
| 2006               | Life Is Short                   | Life Is Short                  | Ashley        |
| 2007               | Salted Nuts                     | Salted Nuts                    | Jen           |
| 2011               | American Empire                 | American Empire                | Sonny         |
| 2012               | Hated                           | Hated                          | Veronica      |
| Séries             |                                 |                                |               |
| Ano                | Título                          | Papel                          | Episódios     |
| 2005               | The Dead Zone                   | Chloe Greeg                    | 1 episódio    |
| 2005 / 2008        | Wildfire                        | Kris Furillo                   | 51 episódios  |
| 2008 / 2009 / 2011 | Supernatural                    | Ruby                           | 12 episódios  |
| 2009 / 2010        | FlashForward                    | Tracy Stark                    | 10 episódios  |